# Vivares
Vivares es una entidad local menor del municipio español de Don Benito, perteneciente a la provincia de Badajoz (comunidad autónoma de Extremadura)

## Situación
Se sitúa junto a la autovía EX-A2, muy cerca del límite provincial con Cáceres, entre Miajadas y Ruecas. Pertenece a la comarca de Vegas Altas y al Partido judicial de Don Benito.

## Historia
Vivares es un pueblo de colonización construido a mediados de los años 60 cuyo nombre procede de una finca de encinas llamada "Los Vivares", debido a la numerosa cantidad de conejos que existían antaño, y que fue expropiada para desarrollar el Plan Badajoz.

### Construcción del pueblo
La construcción del pueblo se llevó a cabo en dos fases:
La primera empezó entre los años 1964-1965. En la construcción de Vivares trabajaron personas procedentes de poblaciones cercanas y la piedra utilizada procedía de la sierra de La Morra de Vivares (327 m), situada a escasos 2 km.
Estando aún el pueblo en construcción empezaron a venir los primeros colonos, unas 15 o 20 familias. Cuando una familia de colonos llegaba se le asignaba un lote que consistía en una parcela de tierra, una casa, una yegua y una vaca. El lote estaba tasado en un precio que el colono debía devolver con intereses a largo plazo. Para la asignación del lote se tenía que solicitar al IRYDA.
La arquitectura del pueblo era racionalista, propia de aquellos años en la cual se basaron los pueblos de colonización, en este caso diseñada por el arquitecto Perfecto Gómez Álvarez que también hizo la población de Brovales, con la cual está hermanada Vivares. Las viviendas eran de varias tipologías, una era casa para obreros donde vivían los dos capataces agrícolas (los conocían como "los mayorales"), que se encargaban de llevar el control estadístico y agrimensura de las cosechas, también estaba "el guarda" los tres eran funcionarios del IRIDA, pero la mayoría de las casas eran las de los agricultores que tenían adicionalmente porches para material agrícola, cuadra y pajar. También existía una casa para el párroco, junto a la iglesia, aunque no vivía allí, venía solo a las misas. y además había casas para los comerciantes, además de las casas de los maestros y del médico que era la mejor del pueblo, aunque tampoco vivía allí, solo venía los días de consulta.
Los criterios preferentes para que la solicitud fuera aprobada eran: ser trabajador del campo, asalariado y sin tierras propias. También se daba preferencia a los emigrantes españoles en el extranjero.
Las primeras familias asentadas pasaron muchas penalidades ya que el pueblo aún estaba en construcción, las calles estaban levantadas, no había luz eléctrica ni agua corriente. Los alimentos de primera necesidad se compraban en una cantina. Las escuelas no se habían construido y los niños acudían a una casa particular donde solo había una clase para todos. El médico venía dos veces por semana.
La segunda fase del poblamiento de Vivares llegó en los años 1966-1967. Fueron años de bastante movilidad porque algunos colonos abandonaron el lote y emigraron a las ciudades y estos colonos fueron reemplazados por nuevas familias que se hacían cargo del lote. Por esas fechas empezaron a llegar los primeros comerciantes.
Los lugares de procedencia de las familias de pobladores son muy diversos y dispersos, y, sobre todo, las personas mayores se sienten identificados con su pueblo de procedencia, por ello en Vivares no hay raíces propias. Existen familias procedentes de diversos puntos de la región extremeña: Valle de Santa Ana, Villanueva de la Serena, La Albuera, La Parra, La Garrovilla, Valle de Matamoros, Rena, Alcollarín, Cheles, Berlanga, Oliva de Mérida, Cabeza del Buey, Campanario, La Roca de la Sierra, Arroyomolinos, Abertura, Valencia de las Torres, Arroyo de San Serván etc.

### Asociacionismo y Política
Desde el primer momento los colonos de Vivares constituyeron una asociación vecinal para organizarse; pero tras el paso de los años y con la figura del alcalde-delegado elegido por el alcalde de Don Benito, del que dependía a todos los efectos, esta asociación delegó sus funciones en el ayuntamiento. Aunque en cierta medida los vecinos siempre han mantenido un espíritu de colaboración y asociacionismo muy grande, ya que forman parte de diversas asociaciones, tales como la Asociación de Madres y Padres de Alumnos (AMPA), la Asociación de Amas de Casa, la Asociación de Cazadores "La Morra", la Asociación de Jubilados y Pensionistas, el Movimiento de Jóvenes Rurales Cristianos o las asociaciones culturales y juveniles "Viva-Vive" y ACUPOVI (Asociación Cultural del Poblado de Vivares), que durante unos años mantuvieron una intensa actividad.
Vivares se constituyó como pedanía del municipio de Don Benito desde su construcción, por lo que era el alcalde de Don Benito quien elegía a un vecino del pueblo, próximo a su ideología, para que actuase de representante local. Pero desde 1999 Vivares se constituyó como Entidad Local Menor, eligiendo directamente a su alcalde-pedáneo, tal y como marca la ley electoral; los cuatro concejales con los que se configura la corporación local salen elegidos en función del número de votos emitidos para las elecciones municipales de Don Benito.
Representantes locales y Alcaldes-Pedáneos:
- Basilio Cáceres González (PSOE).
- Fransciso Toro Rojas, concejal y teniente-alcalde en Don Benito (PSOE).
- Eugenio Acedo Grano de Oro, desde 1999 alcalde-pedáneo, elegido directamente por los vecinos.
- Sergio Diestro Menacho, elegido mediante listas abiertas según la Ley de Mancomunidades y Entidades Locales Menores de Extremadura de 2010.

## Economía
La principal actividad es la agricultura de carácter intensivo (75 %). Los principales productos son tomates, melones, maíz y arroz. En menor importancia se producen los frutales. Destaca la granja avícola y varias explotaciones de ganado ovino. La Cooperativa del Campo "San Miguel" fue fundada por los primeros colonos con el fin de aunar esfuerzos para mejorar la situación de los pequeños y medianos agricultores.
El resto de actividades tiene una importancia minoritaria en comparación con la actividad principal: industria (10 %), servicios (15 %). En los últimos diez años la administración local ha favorecido la implantación de nuevos negocios con la creación y adecuación de un polígono industrial y otro agrícola.
La calidad y riqueza de los suelos condiciona una agricultura de altos rendimientos. En los últimos años cultivos como el girasol casi han desaparecido y el maíz, que parecía perder rentabilidad, en el último año se ha revalorizado, aparejado a la evolución de los mercados. Hay que destacar la gran aptitud de sus suelos para el cultivo del tomate, alcanzando óptimos rendimientos.
El dinamismo de la agricultura local y comarcal, unido a las inmejorables condiciones de ubicación de Vivares, abre un camino de futuro para el desarrollo de las industrias de transformación, que han de aprovechar estas ventajas bajo criterios productivos diferentes, más acordes con las demandas actuales del mercado. 
En lo que se refiere a las formas jurídicas de las empresas existentes en Vivares, hay que destacar el predominio de los empresarios individuales, aunque también hay algunas sociedades cooperativas pero en menor proporción. Todas las empresas son de pocos empleados, no llegando a superar ninguna de ellas los cinco, por lo que se puede afirmar que en su mayoría son empresas de tipo familiar.

## Patrimonio
La arquitectura es la típica de los poblados de colonización, con trama regular y casas bajas o de dos plantas encaladas con un gran corral.
Existe una plaza central rectangular ajardinada (plaza del Concilio), donde se sitúa la iglesia parroquial católica de San Pedro Apóstol, en la archidiócesis de Mérida-Badajoz, diócesis de Plasencia, arciprestazgo de Miajadas, singular edificio de estilo contemporáneo, al igual que el ayuntamiento, la casa de cultura, el hogar del pensionista, el consultorio médico, la farmacia y la mayoría de los establecimientos comerciales y los bares.

### Lugares de interés
- Casa de la Cultura, inaugurada en diciembre de 2002 por el expresidente de la Junta de Extremadura, Juan Carlos Rodríguez Ibarra, consta de salón de actos con aforo aproximado de 400 personas, biblioteca informatizada, aula de informática con cuatro ordenadores en red con conexión a Internet, dos salas para reuniones y exposiciones.

Destacan además las numerosas zonas verdes y plazas ajardinadas como:
- La Plaza del Concilio, en el centro del pueblo.
- Plaza de la Reina Sofía.
- Plaza del Príncipe Felipe.
- Plaza de los Castúos.
- Plaza de las Flores.

## Fiestas y Tradiciones
En cuanto al calendario festivo de la localidad se pueden destacar las siguientes celebraciones:
- La Semana Cultural se celebra la última semana de junio, coincidiendo con San Pedro (29 de junio), patrón de Vivares.
- Ferias y fiestas de San Miguel Arcángel (29 de septiembre), patrón de la cooperativa agrícola, se celebran la última semana de septiembre.
- El Día de Todos los Santos es tradicional ir a la sierra de la Morra de Vivares a comerse las castañas y demás frutos secos.
- El lunes de Pascua, tras la Semana Santa, también es tradicional irse de jira a campos cercanos como el denominado "Santo" de Miajadas (próximo a la ermita de San Bartolomé Apóstol), a Navalvillar de Pela, a la romería de Campanario, al "Badén" de Villanueva de la Serena, etc.
- Destaca la numerosa participación de los vecinos en los Carnavales con varias comparsas y en la Cabalgata de los Reyes Magos.